# Darienkompaniet

Darienkompaniets flagga.

Darienkompaniet (officiellt namn Company of Scotland Trading to Africa and the Indies), var ett skotskt handelskompani, vars 
skapare var William Paterson, som kort förut givit upphov till Bank of England.